# Xirikxiy (sockenhuvudort i Kina, Xinjiang Uygur Zizhiqu, lat 47,36, long 88,02)
Xirikxiy (kinesiska: 切尔克齐, 切尔克齐乡) är en sockenhuvudort i Kina. Den ligger i den autonoma regionen Xinjiang, i den nordvästra delen av landet, omkring 400 kilometer norr om regionhuvudstaden Ürümqi. Antalet invånare är 5 064. Befolkningen består av 2 360 kvinnor och 2 704 män. Barn under 15 år utgör 22,0 %, vuxna 15-64 år 71 %, och äldre över 65 år 5,0 %.
Runt Xirikxiy är det mycket glesbefolkat, med 5 invånare per kvadratkilometer. Närmaste större samhälle är Beitun, 14,8 km väster om Xirikxiy. Trakten runt Xirikxiy består i huvudsak av gräsmarker.
Genomsnittlig årsnederbörd är 239 millimeter. Den regnigaste månaden är juli, med i genomsnitt 33 mm nederbörd, och den torraste är februari, med 8 mm nederbörd.